# Triết học cổ đại
Trang này liệt kê một số liên kết đến triết học cổ đại. Trong triết học phương Tây, sự truyền bá Kitô giáo trong Đế chế La Mã đã đánh dấu sự kết thúc của triết học Hellenic và mở ra sự khởi đầu của triết học thời Trung cổ, trong khi trong triết học phương Đông, sự truyền bá đạo Hồi qua Đế chế Ả Rập đã đánh dấu sự kết thúc của triết học Iran cổ đại và mở ra sự khởi đầu của triết học Hồi giáo thời kỳ đầu.

## Tổng quan
Tư tưởng triết học chân chính, tùy thuộc vào những hiểu biết cá nhân ban đầu, nảy sinh trong nhiều nền văn hóa gần như đương thời. Karl Jaspers gọi là thời kỳ phát triển triết học mãnh liệt bắt đầu vào khoảng thế kỷ thứ 7 và kết thúc vào khoảng thế kỷ thứ 3 TCN là một thời đại mang tính bước ngoặt trong tư tưởng của con người.

## Triết học Trung Quốc cổ đại
Triết học Trung Quốc là tư tưởng triết học thống trị ở Trung Quốc và các quốc gia khác trong phạm vi văn hóa Đông Á có chung ngôn ngữ, bao gồm Nhật Bản, Hàn Quốc và Việt Nam.

### Các trường phái tư tưởng

#### Bách gia chư tử
Bách gia chư tử là những nhà triết học và trường học phát triển từ thế kỷ thứ 6 đến năm 221 TCN, một kỷ nguyên mở rộng văn hóa và trí tuệ lớn ở Trung Quốc. Mặc dù thời kỳ này - được biết đến trong phần trước của nó là thời kỳ Xuân Thu và thời Chiến Quốc - trong phần sau Chiến Quốc đầy rẫy sự hỗn loạn và những trận chiến đẫm máu, nó còn được gọi là thời kỳ hoàng kim của triết học Trung Quốc bởi vì một khối lượng lớn suy nghĩ và ý tưởng đã được phát triển và thảo luận một cách tự do. Những suy nghĩ và ý tưởng được thảo luận và tinh chỉnh trong giai đoạn này đã ảnh hưởng sâu sắc đến lối sống và ý thức xã hội cho đến ngày nay ở các nước Đông Á. Xã hội trí thức của thời đại này được đặc trưng bởi các học giả lưu động, những người thường được các nhà cai trị nhà nước khác nhau chọn làm cố vấn về các phương pháp quản lý chính phủ, chiến tranh và ngoại giao. Thời kỳ này kết thúc với sự trỗi dậy của nhà Tần và cuộc thanh trừng bất đồng tư tưởng sau đó. Hán thư liệt kê mười trường phái lớn, đó là:
- Nho giáo, dạy rằng con người có thể dạy được, có thể ứng biến và hoàn hảo thông qua nỗ lực cá nhân và cộng đồng, đặc biệt bao gồm tự tu luyện và tự tạo. Một ý tưởng chính của Nho giáo là tu dưỡng đạo đức và phát triển sự hoàn thiện đạo đức. Nho giáo cho rằng một người nên từ bỏ cuộc sống của một người, nếu cần thiết, một cách thụ động hoặc chủ động, vì mục đích duy trì các giá trị đạo đức chính yếu của ren và yi.[2]
- Pháp gia. Thường được so sánh với Machiavelli, và nền tảng cho đế chế quan liêu truyền thống của Trung Quốc, các nhà Pháp lý đã kiểm tra các phương pháp hành chính, nhấn mạnh một sự củng cố thực tế của sự giàu có và quyền lực của chế độ chuyên quyền và nhà nước.
- Đạo giáo, một triết lý nhấn mạnh Tam Bảo của Đạo: từ bi, điều độ và khiêm tốn, trong khi tư tưởng Đạo giáo thường tập trung vào tự nhiên, mối quan hệ giữa nhân loại và vũ trụ; sức khỏe và tuổi thọ; và vô vi (hành động thông qua không hành động). Hòa hợp với Vũ trụ, hoặc nguồn gốc của nó (Đạo), là kết quả mong đợi của nhiều quy tắc và thực hành Đạo giáo.
- Mặc gia, người ủng hộ ý tưởng về tình yêu phổ quát (kiêm ái): Mặc Tử tin rằng "mọi người đều bình đẳng trước thiên đàng" và mọi người nên tìm cách bắt chước thiên đàng bằng cách tham gia thực hành tình yêu tập thể. Nhận thức luận của ông có thể được coi là chủ nghĩa kinh nghiệm duy vật nguyên thủy; ông tin rằng nhận thức của con người phải dựa trên nhận thức của một người – những trải nghiệm cảm giác của một người, như thị giác và thính giác – thay vì trí tưởng tượng hay logic bên trong, những yếu tố dựa trên khả năng trừu tượng của con người. Mặc Tử ủng hộ sự đạm bạc, lên án sự nhấn mạnh của Khổng giáo về nghi lễ và âm nhạc, mà ông đã tố cáo là ngông cuồng.
- Chủ nghĩa tự nhiên, Trường phái Tự nhiên hoặc trường phái Âm dương, tổng hợp các khái niệm âm dương và Ngũ hành; Trâu Diễn được coi là người sáng lập của trường phái này.[3]
- Chủ nghĩa nông nghiệp, hay Trường phái nông nghiệp, chủ trương chủ nghĩa cộng sản không tưởng của nông dân và chủ nghĩa bình quân.[4] Người theo chủ nghĩa này tin rằng xã hội Trung Quốc nên được mô phỏng theo vị vua hiền triết đầu tiên Thần Nông, một anh hùng dân gian được miêu tả trong văn học Trung Quốc là "làm việc trên các cánh đồng, cùng với mọi người khác và tham khảo ý kiến với mọi người khác khi có bất kỳ quyết định nào cần phải được thực hiện."
- Danh gia tập trung vào định nghĩa và logic. Nó được cho là tương đồng với các nhà ngụy biện hoặc nhà biện chứng Hy Lạp cổ đại. Nhà tư tưởng Danh gia đáng chú ý nhất là Công Tôn Long.
- Trường phái Ngoại giao hoặc Tung hoành gia [Liên minh], tập trung vào các vấn đề thực tế thay vì bất kỳ nguyên tắc đạo đức nào, vì vậy nó nhấn mạnh các chiến thuật chính trị và ngoại giao, và kỹ năng tranh luận và vận động hành lang. Các học giả từ trường phái này là những nhà hùng biện, nhà tranh luận và nhà chiến thuật giỏi.
- Trường phái Hỗn hợp, nơi tích hợp các bài giảng từ các trường khác nhau; chẳng hạn, Lã Bất Vi tập hợp các học giả từ các trường phái khác nhau để viết một cuốn sách tổng hợp tên là Lã thị Xuân Thu. Trường phái này đã cố gắng tích hợp thành tựu của các trường khác nhau và tránh những sai sót nhận thức của họ.
- Trường phái "Những cuộc nói chuyện nhỏ", không phải là một trường phái tư tưởng độc đáo, mà là một triết lý được xây dựng từ tất cả những suy nghĩ được thảo luận và bắt nguồn từ những người bình thường trên đường phố.
- Một nhóm khác là Trường phái Quân sự nghiên cứu chiến lược và triết lý chiến tranh; Tôn Tử và Tôn Tẫn là những nhà lãnh đạo có ảnh hưởng của trường phái này. Tuy nhiên, trường phái này không phải là một trong "Mười trường phái" được Hán thư ghi lại.